# Dickson (släkt)
För andra betydelser, se Dickson.
Dickson är en svensk köpmannafamilj, känd för sin verksamhet i Göteborg under 1800-talet inom bland annat sågverk, handel, rederi samt genom sina donationer. Några familjemedlemmar blev kända träpatroner och familjefirman James Dickson & Co kom att anklagas för baggböleri.
Släkten härstammar ursprungligen från Kelso i Skottland, och anses utgöra en gren av den gamla skotska släkten Keith. Namnets språkliga rot utgör den familjära formen för Richard (Dick), alltså "Richards son". Ursprunget till namnet Dickson är en Richard Keith, som kallades Dick. Hans son Thomas († 1247) började kalla sig Dickson.

## Historik
Den äldsta kända stamfadern var William Dickson, borgare i Kelso och född omkring 1570. Dennes sonsons sonson var rådmannen James Dickson (1748-1826), som på 1770-talet slog sig ner som köpman i Montrose på Skottlands östra kust. Två av dennes söner Robert Dickson (1782-1858) och James Dickson d.ä. (1784-1855) flyttade till Göteborg 1802 respektive 1809, började var för sig handelsverksamhet men förenade sig 1816 till firman James Dickson & Co. Den tredje brodern, Peter, stannade i Storbritannien.
De lysande konjunkturerna efter Napoleonkrigens slut förstod firman att utnyttja och blev inom kort, vid sidan av firman D. Carnegie & Co, Göteborgs största och rikaste handelshus, med en omfattande export av trä och järn samt import av kolonialvaror.
Sina största framgångar hade firman, i vilken efter hand den duglige, men hänsynslöse James Robertson Dickson (1810-1873) samt James Dickson d.y. och Oscar Dickson inträdde som bolagsmän, strax före och under Krimkriget. Under samma årtionde överflyttade firman sina träaffärer, som förut huvudsakligen varit förlagda till Värmland (Edsvalla, Höglunda, Forshaga och Dejefors), till Norrland, där väldiga skogsarealer i Ljungans och Ljusnans flottningsområden inköptes och sågverk anlades vid Matfors, Sandarne, Baggböle, Svartvik med flera orter. Under mitten av 1800-talet stod firmans företrädare flera gånger inför rätta anklagade för olovliga avverkningar på kronans skogar (se baggböleri). Vid sidan av firman, som vid slutet av 1890-talet upplöstes, bildades 1883 av dess delägare Svartviks AB.
Robert Dickson (1782-1858) skänkte 330 000 riksdaler till uppförande av arbetarbostäder i stadsdelarna Haga och Majorna i Göteborg. Den härpå grundade fonden Robert Dicksons stiftelse kom 1931 att äga ett trettiotal fastigheter. Hans son James R:son Dickson grundade 1861 i ett av stiftelsens hus ett folkbibliotek, det så kallade Dicksonska folkbiblioteket, till vilken han donerade 100 000 riksdaler.
Oscar Dickson adlades 1880 och introducerades samma år på Riddarhuset under nr 2340. 1885 upphöjdes han, som den sista i Sverige, till friherre och introducerades på Riddarhuset 1886  under nr 406.

## Vapen
Oscar Dicksons adliga vapen är med delad sköld med bård av guld i övre fältet, av guld, tre röda lodräta stolpar, i nedre fältet, blått, tre stjärnor av silver, två och en ställda, och med en rest, framställande ett vingat hjärta.
Ovanstående ersattes av det friherrliga vapnet med en kvadrerad sköld (fyrdelad) med en gyllene hjärtsköld med ett rött hjärta, varifrån går två utslagna svarta örnvingar. Första och fjärde fältet utgörs av en röd fembladig ros med fröhus av guld och gröna blomfoder, och i andra och tredje fälten en blå stjärnbelagd balk, liknande den, som förekommer i adliga vapnet.

## Kända släktmedlemmar
- James Dickson (1748-1826), handlare med järnvaror i Montrose i Skottland, gift med Christina Murray 1780
  - Robert Dickson (1782-1858), industriman, gift med Wilhelmina Charlotta Bratt
    - James Robertson Dickson (1810–1873), grosshandlare, politiker
    - Edward Dickson (1812–1883), affärsman. Gift 16 maj 1843 med Isobel Gordon (1822-1896). De fick 13 barn.[8]
    - Charles Dickson (1814–1902), läkare, politiker 
      - Robert Dickson (1843–1924), ämbetsman, politiker
      - James Henry Dickson (1851–1920), godsägare
        - Kate Dickson (1884–1956), gift med Gregor Tidholm
          - Kajs Tidholm (1920–2005), journalist
            - Thomas Tidholm (född 1943), poet och musiker, gift med Anna-Clara Tidholm
              - Po Tidholm (född 1971)
              - Svante Tidholm (född 1977)

  - James Dickson d.ä. (1784–1855), industriman, gift med Margareta Eleonora Bagge
    - James (Jameson) Dickson d.y. (1815–1885), köpman
      - James Fredrik Dickson (1844–1898), affärsman, gift med Blanche Dickson (1852-1906)
      - Caroline Dickson (1846–1918), gift med Olof Wijk d.y. (1833-1901)
      - Axel Edvin Dickson (1850–1927), godsägare till Vikaryd[9]
        - James Dickson (1899–1980), politiker
        - Harald Dickson (1912–1993), professor

      - Beatrice Dickson (1852–1941), nykterhetspionjär, filantrop

    - Charles Peter Dickson (1817–1858)
    - Robert Dickson (1819–1903), finansman, filantrop och godsägare
      - James Robert Dickson (1872–1945), köpman
        - James Dickson (1904–1938), grosshandlare
          - Douglas Dickson (född 1931), civilekonom
            - James Dickson (skådespelare) (född 1958)

        - Peter Anker Dickson (1906-1956), affärsman
          - Clarence Dickson (1930-2016), civilekonom, industriledare
            - Peter Dickson (född 1957), civilingenjör, IT-expert

    - Oscar Dickson (1823–1897), adlad affärsman
    - Axel Dickson (1826–1899), godsägare, politiker
      - Oscar Charles William Dickson (1875–1950), köpman
        - Axel Dickson (1905–2001), köpman
          - Elsie Dickson (född 1945)
            - Crispin Dickson Wendenius (född 1975), barnskådespelare
            - Chelsie Bell Dickson (född 1979), skådespelare

  - Peter Dickson (1786-1867), importör i London, ogift

## Egendomar
- Dicksonska palatset
- Almnäs slott
- Rensjösäterns jaktvilla, Jämtland
- Tjolöholms slott
- Överås
- Vikaryd
- Dicksonska villan på Särö

## Galleri

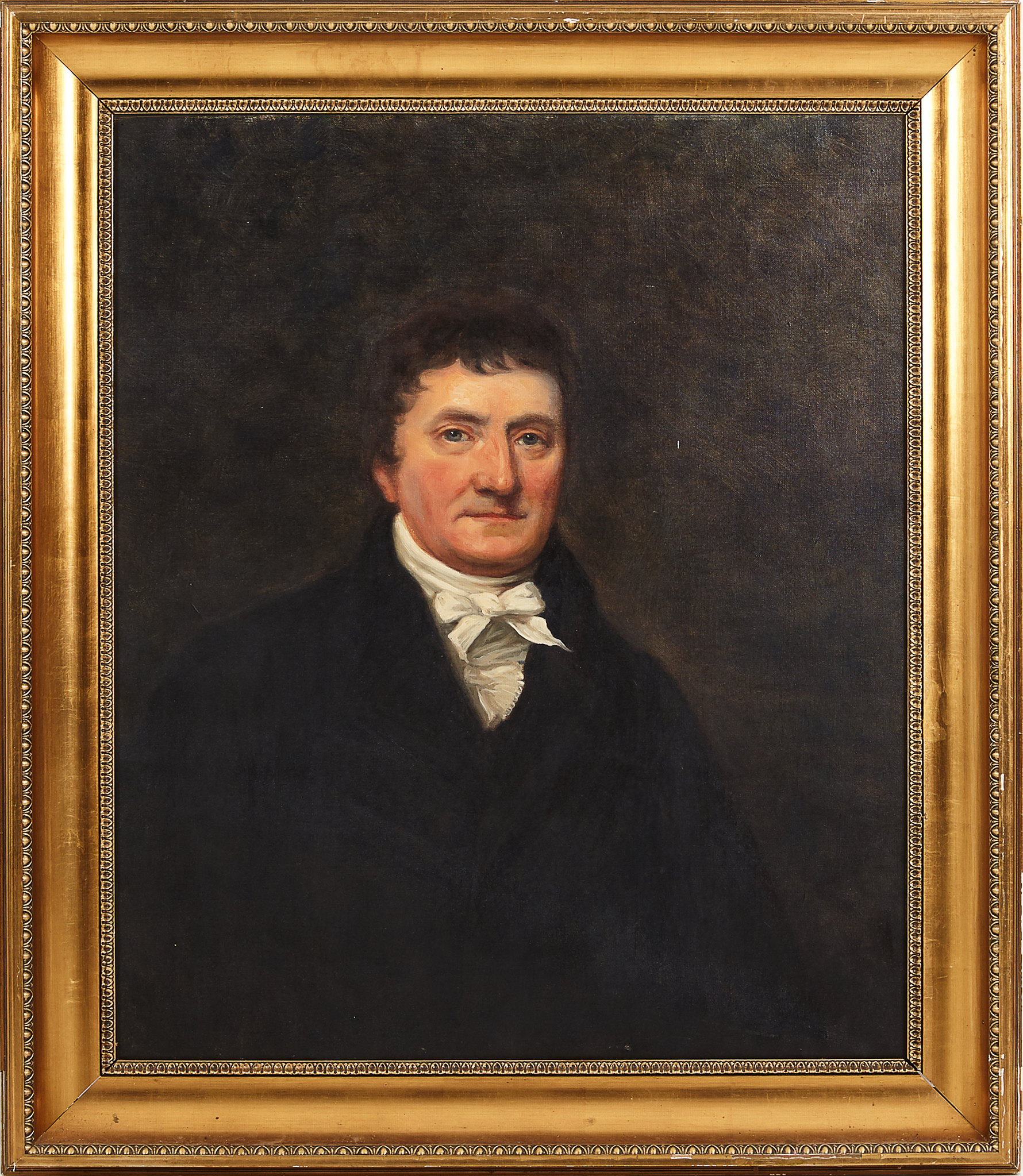
James Dickson (1748-1826)
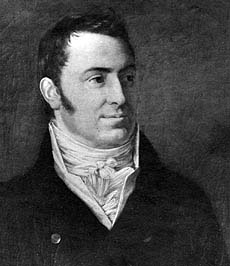
Robert Dickson (1782-1858)
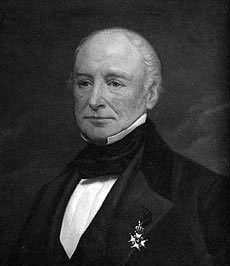
James Dickson (1784-1855)
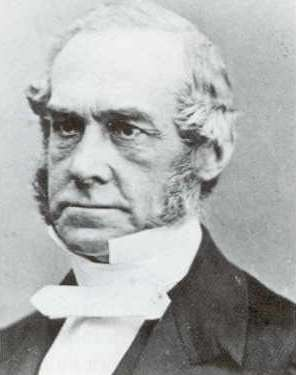
James R:son Dickson (1810-1873)
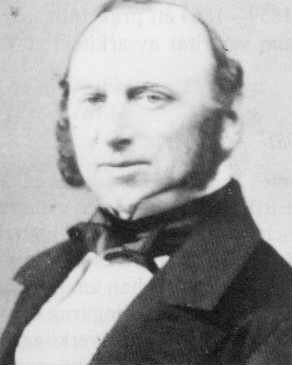
James J:son Dickson (1815-1885)
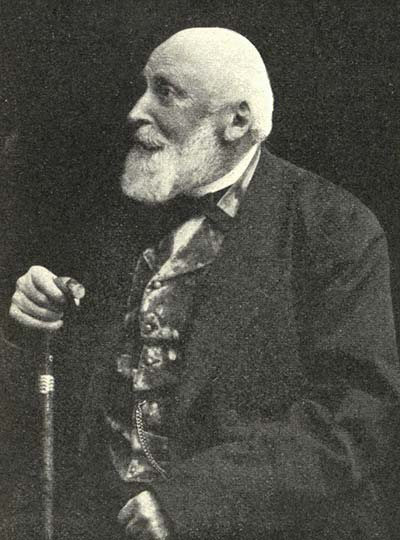
Robert Dickson (1819-1903)
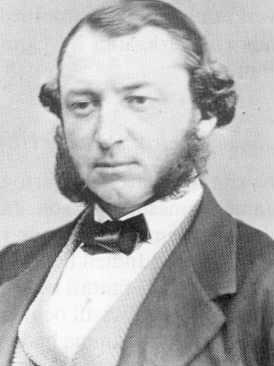
Oscar Dickson (1823-1897)
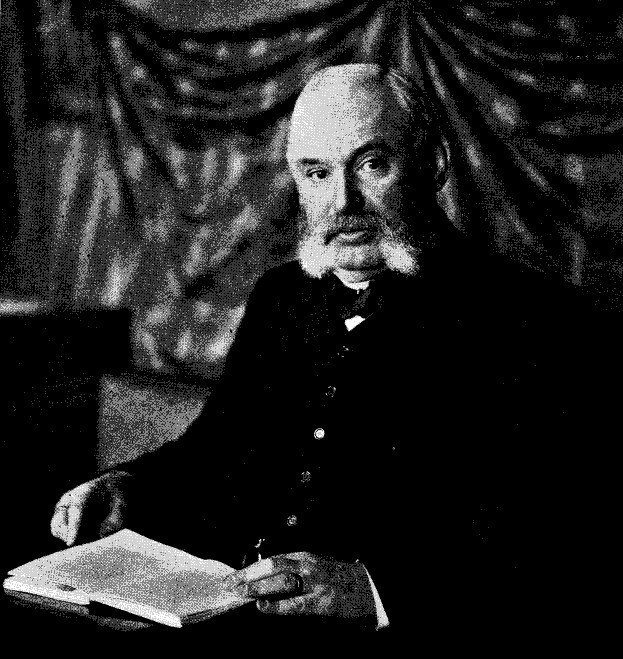
Robert Dickson (1843-1924)
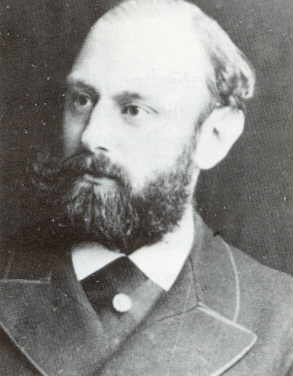
James Fredrik Dickson (1844-1898)
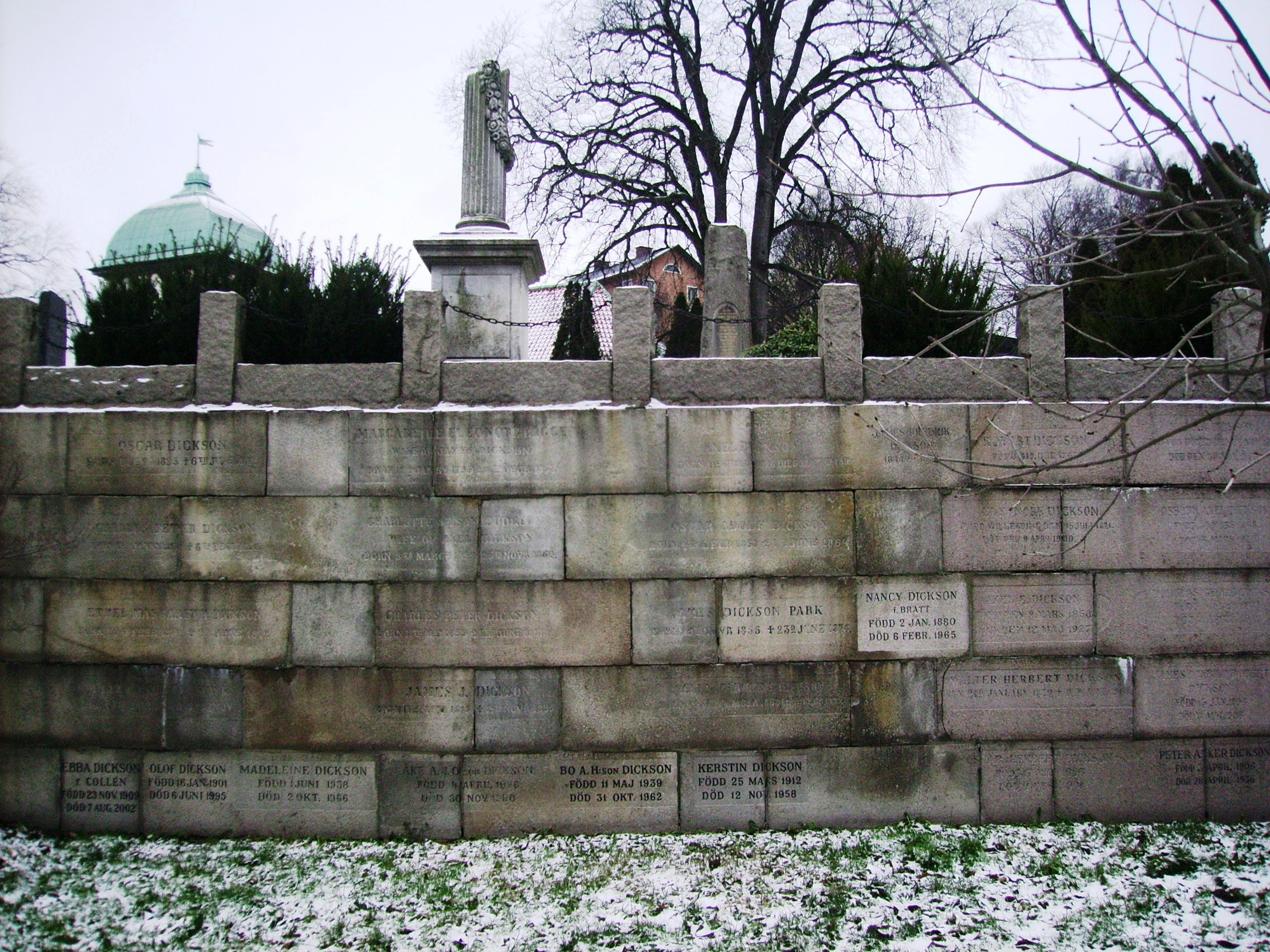
Familjen Dicksons grav på Örgryte gamla kyrkogård. Vy från Örgrytevägen.